# 日米平和・文化交流協会
一般社団法人国際平和戦略研究所（こくさいへいわせんりゃくけんきゅうじょ）は、一般社団法人。元外務省所管。旧・日米文化振興会、日米平和・文化交流協会。日米安全保障戦略会議の実施や防衛族議員を募って訪米し、アメリカの大手兵器産業への訪問を行っている。 専務理事秋山直紀が実際の運用を執り行なっていた。

## 概説
1947年、笠井重治（衆議院議員、1886年 - 1985年）が日米同盟（日米安全保障条約に基づく両国関係）の更なる信頼醸成と相互関係の堅固化、「日米両国の文化交流」を目的に設立。平成の時代に入り、秋山が仕切るようになってからその性格が変わった、とネット上の各種文献（オーマイニュースなど）で指摘されている。
2007年、社団法人としての活動実態・実績が皆無に等しい事、また2006年の収入について、受け取った会費総額と大幅な齟齬があり大半の入金元が不透明である事が国会で指摘された（会員総数16社×50万円＋事業収入3500万円、これに対し決算書では9500万円の収入を公表。その差額は5000万円）。これに先立つ「日米文化振興会」当時の2005年には、外務省（広報文化交流部）の立ち入り調査を受け、「国防情報の配信事業」が定款外事業であるとして中止を命じられている。
2008年7月24日、専務理事秋山直紀が脱税容疑で東京地検特捜部に逮捕された。防衛関連メーカーなどから受領したコンサルタント料計数億円のうち、諸経費を除いた約2億円の個人所得を隠しており、この所得から6,000万円前後を脱税した疑いが強まったとして、秋山を逮捕した。
なお秋山は、マンション建設に絡む民事訴訟で、2008年2月、原告側から為された破産宣告申し立てが認められ破産手続きが開始された。
協会ホームページの新着情報には｢従来行っていた活動については、現在休止しておりますことをご報告致します。｣という記載がある。どのような活動を停止したかの具体的な内容については触れられていないが、事実上休眠中と見られる。

## 旧陸軍毒ガス処理（苅田港）に関する疑惑
日米平和・文化交流協会は、福岡県苅田町の苅田港にて発見された旧陸軍の毒ガス処理に関して、技術を持った所員がいないにもかかわらず、旧防衛庁が2003年2月に実施した「苅田港等老朽化化学兵器に関する調査等委託」の入札に参加、約900万円で落札し事業を行った。本件に関し同協会は外務省より定款外の事業を受注していると指摘されている。
この毒ガス処理事業の下請け受注などにからむ業務協力費として、山田洋行は約1億円を秋山が関係するアドバック・インターナショナル（Add-Back International、アメリカ）に支出していた。このことを示す資料が東京地検特捜部により押収されている。この社は物故者となった創立者を現在も取締役として登記しており、その不透明さが指摘されている。
山田洋行からの約1億円の一部は同社と関係の深い米国の軍需部品仲介会社エイベックス・エアロスペース・コーポレーションの欧州法人(AVEX Europe B.V.)経由で送金されていた。AVEX Europeとヤマダ・インターナショナルが2003年～2005年にかけて、理事秋山が管理する米国のダミー法人の口座に計約1億円を送金していた。 事業に関する山田洋行の社内文書でも、下請け受注での業務協力費を秋山の関連団体に支払う際、AVEX Europeを利用したことが記載されていたとされる。

## 山田洋行に関する政界工作
山田洋行は、2007年10月、協会の秋山に対し、子会社であるヤマダ・インターナショナル・コーポレーションの裏金からおよそ25万ドル（当時のレートで約3,000万円）を渡していたことが東京地検特捜部が押収した内部文書により判明している。
山田洋行は、ゼネラル・エレクトリックおよびノースロップ・グラマンとの代理店契約を継続できるよう秋山に仲介を依頼、久間章生を通じて、米国の元政府高官2名に対し支援を求める文書を秋山に託した。 当時は、元専務の宮崎元伸が同社を辞めて日本ミライズを設立した直後であり、山田洋行は米国大手メーカーであるゼ社およびノ社の日本代理店の座を日本ミライズに奪われるという危機感を強めていた。このため、山田洋行の社長米津佳彦および執行役員守山晋はこれら2社に対して山田洋行との契約を続けるよう働きかけてほしいと秋山に依頼、25万ドルはそのための協力費として現金で手渡した。さらに、協会理事で当時防衛庁長官だった久間に宛てて、メーカー2社との代理店契約の継続について支援を依頼する文書を作成し安保研に提出していた。秋山は山田洋行から受領した25万ドルを簿外処理としていたとされ、東京地検特捜部の捜査を受けている。
米高官に要請を行う内部文書は日本ミライズが設立された前後に作成されたとみられ、表題には「（米国メーカー2社の）代理店保全にかかわる支援活動」と記載。防衛族議員から米国の元政府関係者2人に対して「支援活動を要請してもらった」とした上で、この2人から直接メーカー2社のトップに対し「山田洋行支援の依頼が実行された」と工作の経緯にも触れていた。また文書の最後には、秋山が関係する団体への「対価」として、米国の元政府高官1人分が「10万ドル（未処理）」、別の1人分は「20万ドル（今回の寄付により処理）」と記載、金銭の遣り取りを窺わせている。

## スキャンダルに伴う理事の離脱
山田洋行の社長米津佳彦は日米平和・文化交流協会の理事であったが、山田洋行事件の渦中となる2007年11月27日に同協会の理事を退任した。また会員で理事を務めた佐藤謙（元防衛事務次官）は同年11月27日付け、民主党議員前原誠司は同年12月5日付けにて、 公明党衆議院議員赤松正雄および東海旅客鉄道会長葛西敬之も12月21日に退任した。 
これらの動向は奇しくもマスコミや日本共産党の大門実紀史により同協会の実態が追及され始めた時期と重なる。 前原誠司は12月9日付けのサンデープロジェクトで退会について身の潔白を表明した後、このような疑惑を持つ団体には在籍すべきではないと判断したと語った。またこのような疑惑がある団体やその不透明な会計は徹底的に追及すべきだと同番組内で発言している。
スキャンダル発生前に在籍していた40人前後の理事はその後続々と退任し、現在は秋山直紀を含め15人となっている。また第45回衆議院議員総選挙では、理事のうち自由民主党議員全員と綿貫民輔（国民新党）が落選または引退した。

## 日米安全保障戦略会議
日米平和・文化交流協会と安全保障議員協議会が連名で開催する「日米安全保障戦略会議」では、過去に以下の参加者がスピーチを行うなどしている。福田康夫（元理事、2007年3月退任）、額賀福志郎、前原誠司（元理事、2007年12月5日退任）、宝珠山昇、石破茂、大古和雄、ジェームズ・J・クィン ミサイル宇宙防衛副社長ノースロップ・グラマン、レイセオン最高経営責任者ウォルター・ドラン、ロッキード・マーティン副社長デビッド・キア、三菱重工業航空宇宙事業本部副事業本部長西山淳一、川崎重工業航空宇宙カンパニー副技術本部長世良直巳、日本電気執行役員航空宇宙防衛事業本部長山下守など。 日米安全保障戦略会議には防衛装備展が併設され、米大手企業や防衛省技術研究本部、山田洋行などが過去に防衛装備品展示を行った。
高村正彦外務大臣は同協会で行われている兵器展示会について、「定款の目的外であり、しかるべき措置をとっていきたい」と衆院外務委員会において述べている。
山田洋行はこの会議でATACMS地対地ミサイルの展示も行っている。

## 出版物
- 笠井重治弁論集（1980年、「日米文化振興会」時代　絶版）